# Élections législatives vancouveroises de 1856
Les élections législatives vancouveroises de 1856 se sont déroulées le 22 juillet 1856 dans la colonie de l'Île de Vancouver afin d'élire les députés de la 1re législature de l'Assemblée législative. 

## Contexte
Il s'agit des premières élections parlementaires à se tenir dans l'ouest du Canada. Les élus tiennent leur première séance le 12 août 1856.

## Résultats

### Résultats par district électoral
- Victoria : Edward Edwards Langford
- Victoria : Joseph Despard Pemberton
- Victoria : James Yates
- Esquimalt : John Sebastian Helmcken
- Esquimalt : Thomas James Skinner
- Sooke : John Muir
- Nanaimo : John Frederick Kennedy

## Sources
- (en) Cet article est partiellement ou en totalité issu de l’article de Wikipédia en anglais intitulé « 1856 Vancouver Island election » (voir la liste des auteurs).